# Marcos Morau

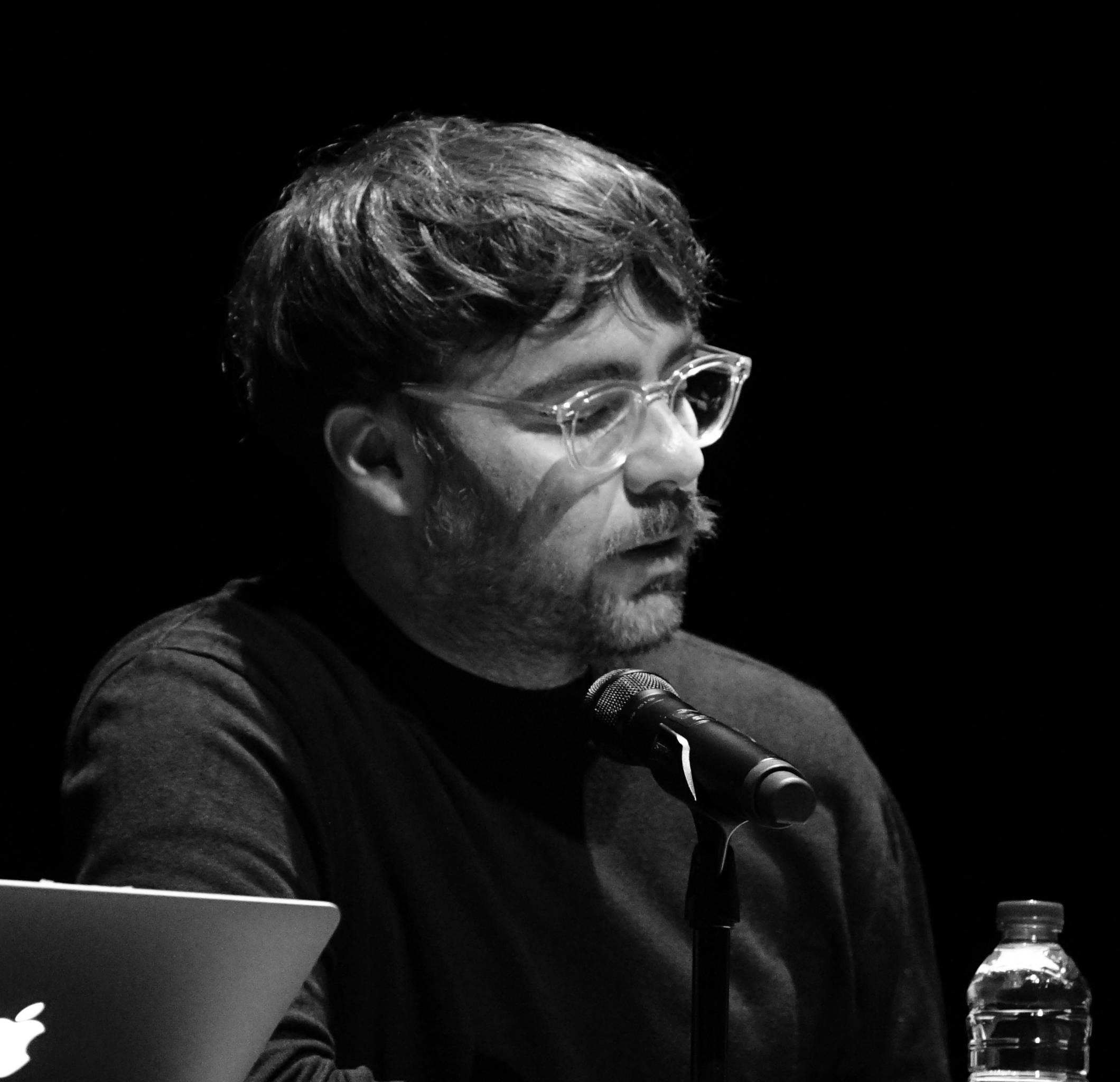
Marcos Morau, 2019

Marcos Morau (* 1982 in Ontinyent) ist ein spanischer Choreograf des modernen Balletts.

## Leben
Marcos Morau studierte in New York und in Barcelona Bewegung, Fotografie und Theater. Seine Ausbildung zum Choreografen am Institut del Teatre in Barcelona schloss er mit Auszeichnung ab. Am Nederlands Dans Theater sowie bei der Compañía IT Dansa in Barcelona unter der Leitung von Catherine Allard bildete er sich als Choreograf fort. Im Gegensatz zu anderen Choreografen war er selbst nie Tänzer.
2005 gründete er die Kompanie La Veronal, deren Mitglieder aus den Sparten Tanz,  Film, Fotografie und Literatur stammen. Den Namen wählte er in ironischer Assoziation zu dem Schlafmittel Veronal und zur Stadt Verona. Mit seiner Kompanie folgt er einem interdisziplinären Ansatz, der die Verbindung von mannigfaltigen Sparten der darstellenden und der bildenden Kunst sucht.
Unter anderem schuf er Choreografien für die Compañía Nacional de Danza in Madrid, Göteborgs Operans Danskompani, das Nederlands Dans Theater, das Scapino Ballet Rotterdam, das Ballet de  Lorraine, das Ballet du Rhin, Carte Blanche in Norwegen, das Royal Danish Ballet in  Kopenhagen, das Ballett der Opéra de Lyon, die Deutsche Oper am Rhein und das Ballett Zürich. Seit 2023 ist Marcos Morau Artist in Residence beim Staatsballett Berlin.
2024 inszenierte er mit TOTENTANZ – Morgen ist die Frage ein Stück außerhalb des Bühnentheaters. Die Aufführung war nämlich auf drei Bereiche des Museo Reina Sofía verteilt. Der eine diente als Empfangsraum, in einem zweiten wurde eine Performance und eine Installation geboten und im dritten Raum eine Videovorführung.

## Auszeichnungen
- 2013 Premio Nacional de Danza[1]
- 2013 Premio Sebastià Gasch[8]
- 2023 Choreograf des Jahres, Zeitschrift Tanz[2]
- 2024 Italienischer Premio Danza & Danza für die Produktion Notte Morricone mit dem Aterballetto[9]